# سادة الكون (فلم)
سادة الكون (بالإنجليزية: Masters of the Universe) هو فيلم خيال علمي أمريكي من إنتاج سنة 1989 وهو من إخراج غاري غودارد وبطولة دولف لندجرين وفرانك لانجيلا وكورتني كوكس وجيمس تولكان وكرستينا بيكلس وميج فوستر وروبرت دنكن مكنيل وجون سيفر.

## القصة
يحاول البطل هي مان (دولف لاندجرين) البحث عن المفتاح السحري ليتمكن من العودة مرة أخرى إلى كوكبه إيترنيا البعيد عن كوكب الأرض، بعد أن طرده الشرير سيليكتور (فرانك لانجيلا).

## البطولة
- دولف لندجرين بدور هي مان
- فرانك لانجيلا بدور سكيليتور
- كورتني كوكس بدور جولي وينستون
- باري ليفنغتسون بدور تشارلي
- جيمس تولكان بدور المحقق لوبيك
- كرستينا بيكلز بدور سوركريس
- ميج فوستر بدور إيفل لين
- تشيلسي فيلد بدور تيلا
- جون سيفر بدور مان
- بيلي بارتي بدور غويلدور
- روبرت دنكن مكنيل بدور كيفن كوريغان
- أنتوني دي لونجيس بدور بليد
- توني كارول بدور بيست مان
- بونس مار بدور سارود
- روبرت تاورس بدور كارغ
- بيتر بروكس بدور الراوي

## التقييم
حصل الفيلم على تقييم 17% في موقع الطماطم الفاسدة بناءً على 23 مراجعة، وانتقد النقاد في الفيلم الأداء والتصوير.

## وصلات خارجية
- مقالات تستعمل روابط فنية بلا صلة مع ويكي بيانات
- سادة الكون على قاعدة بيانات الأفلام على الإنترنت